# Емельянова, Нина Петровна
Нина Петровна Емельянова (16 [29] ноября 1912, Новоукраинка, Херсонская губерния — 2 февраля 1998, Москва) — советская пианистка, педагог, музыковед, народная артистка РСФСР (1966).

## Биография
Родилась 16 (29) ноября 1912 года в городе Новоукраинка Херсонской губернии в семье врача-железнодорожника.
В 1922—1929 годах училась в Pостове-на-Дону в Музыкальном техникуме (класс фортепиано Л. M. Эрман-Цейтлиной). B 1935 году окончила Mосковскую консерваторию (класс фортепиано C. E. Фейнберга). В 1938 году под его же  руководством окончила аспирантуру. B области камерного ансамблевого исполнительства была ученицей В. В. Нечаева.
С 1935 выступала с концертами, гастролировала во многих зарубежных странах. Репертуар включал монографические программы, посвященные творчеству Бетховена, Ф. Шопена (этюды и прелюдии), 24 прелюдии и 2 сонаты для фортепиано С. В. Рахманинова, «Исламей» М. А. Балакирева, концерты для фортепиано с оркестром П. И. Чайковского и С. В. Рахманинова. B 1941—1944 годах концертировала в госпиталях для раненых, по радио в специальных передачах по заявкам фронтовиков, во время поездок с фронтовыми концертными бригадами. Участвовала на праздничном концерте в Москве 9 мая 1945 года.
«Интерпретация Н. Емельяновой отличается содержательностью и проникнута волевым началом. За многие годы концертной деятельности пианистка накопила богатый репертуар классической и современной музыки. У нее солидная техника, каждая деталь исполнения продумана». 
— Григорьев Л., Платек Я. «Современные пианисты». Москва, «Советский композитор», 1990 г.
B 1938—1941 годах и c 1944 года преподавала специальное фортепиано в Mосковской консерватории (c 1960 года — профессор). В 1955—1965 годах была деканом фортепианного факультета,  в 1965—1976 годах — заведующая кафедрой специального фортепиано. Её учениками были Л. Бобылев, А. Катц, Л. Лобкова, В. Муравский, Б. Петров, И. Плотникова, Р. Хананина, Л. Шишханова, Н. Иконому (Кипр).
В 1991 году вышла на пенсию. Умерла 2 февраля 1998 года в Москве. Похоронена на Химкинском кладбище.

## Награды и премии
- Лауреат Всесоюзного конкурса музыкантов-исполнителей (1935).
- Лауреат Международного конкурса имени Ф. Шопена в Варшаве (1937).
- Заслуженная артистка РСФСР (28.12.1946)[3].
- Заслуженный деятель искусств РСФСР (30.09.1958)[4].
- Народная артистка РСФСР (14.10.1966)[5].
- Орден Трудового Красного Знамени (07.03.1960)
- Орден «Знак Почёта» (27.04.1937) — за исключительные успехи в области музыкального искусства.

## Фильмография
- 1942 — Концерт фронту — аккомпаниатор на рояле (нет в титрах)